# Elaphoglossum acrostichoides
Elaphoglossum acrostichoides är en träjonväxtart som först beskrevs av William Jackson Hooker och Robert Kaye Greville och som fick sitt nu gällande namn av Ted Schelpe.
Elaphoglossum acrostichoides ingår i släktet Elaphoglossum och familjen Dryopteridaceae. Inga underarter finns listade i Catalogue of Life.